# دارکی (اورگن)
دارکی (به انگلیسی: Durkee) یک منطقهٔ مسکونی در ایالات متحده آمریکا است که در اورگن واقع شده‌است. دارکی ۸۰۸٫۰۳ متر بالاتر از سطح دریا واقع شده‌است.